# District d'Achin
Achin (Pashto : اچين ولسوالۍ) est un district du sud de la province de Nangarhar, en Afghanistan, à la frontière avec le Pakistan.

## Histoire
C'était un bastion des Moudjahidines pendant l'occupation soviétique de l'Afghanistan dans les années 1980.
En avril 2017, lors de la frappe aérienne de Nangarhar, l'armée de l'air américaine a largué un MOAB dans le district d'Achin qui ciblait un complexe de tunnels de l'affilié de l'EI situé dans la région, cette frappe aurait tué des dizaines de militants.

## Démographie
Sa population est à 100% pachtoune. Achin abrite la tribu Shinwari, l'une des plus grandes tribus pachtounes.

## Économie
La principale culture licite à Achin est le blé. La collecte et la vente de bois de chauffage, ainsi que le travail manuel, constituent d'autres activités génératrices de revenus. Le tabac est également cultivé dans le district.
En 2000, l’ONUDC a recensé 130 villages producteurs de pavot à Achin, ce qui en fait le plus grand district producteur d’opium de l’est de l’Afghanistan cette année-là.